# Catenae di Mercurio
Segue una lista delle catenae presenti sulla superficie di Mercurio. La nomenclatura di Mercurio è regolata dall'Unione Astronomica Internazionale; la lista contiene solo formazioni esogeologiche ufficialmente riconosciute da tale istituzione.
Le catenae di Mercurio portano i nomi di osservatori radiotelescopici di varie località del mondo.

## Prospetto
| Catena           | Eponimo | Latitudine | Longitudine | Diametro  |
| ---------------- | --- | ---------- | ----------- | --------- |
| Arecibo Catena   | Radiotelescopio di Arecibo a Porto Rico. Precedentemente classificata come vallis.                                   | 27,72° S   | 28,23° W    | 133,05 km |
| Goldstone Catena | Radiotelescopio di Goldstone in California negli Stati Uniti d'America. Precedentemente classificata come vallis.    | 15,75° S   | 32,05° W    | 103,23 km |
| Haystack Catena  | Radiotelescopio di Haystack nel Massachusetts negli Stati Uniti d'America. Precedentemente classificata come vallis. | 4,79° N    | 46,63° W    | 264,56 km |

## Vista d'insieme
- - Nomenclatura in vigore